# Acer sosnowskyi
Acer sosnowskyi — вид клена, ендемічного для Грузії. Здається, вид пов'язаний з комплексом Acer hyrcanum.

## Опис
Це листопадне дерево висотою до 28 метрів.

## Поширення
Цей вид є ендеміком Грузії. Типове місце знаходження в Автономній Республіці Абхазія (Грузія), в ущелині річки Гега. Зустрічається на висоті 800–1300 м над рівнем моря. Росте від низькогір'я до середньогір'я переважно на вапняку.